# Koenigsegg
Koenigsegg Automotive AB é uma montadora sueca de modelos de alta performance fundada em 12 de agosto de 1994 por Christian von Koenigsegg, um jovem de 22 anos que decidiu seguir seu sonho e construir o maior super desportivo do mundo.
Originalmente baseada na cidade de Olofström, na costa sudeste da Suécia, a Koenigsegg se mudou em 1998 para uma nova oficina na cidade de Margretetorp, nos arredores de Ängelholm, condado de Skåne, sudoeste e extremo sul da Suécia. A fábrica em Margretetorp era um edifício histórico de telhado de palha que, em 22 de fevereiro de 2003 sofreu um incêndio, fazendo com que a marca mudasse sua sede para a antiga base da extinta unidade militar F 10 Ängelholm [en] da Força Aérea Sueca, também na comuna de Ängelholm, onde está até a atualidade.
Em 2009, anunciou que iria adquirir sua compatriota Saab Automobile, que estava nas mãos da General Motors, porém o acordo acabou não sendo feito.

## A Empresa
Fundada em 12 de agosto de 1994 na Suécia por Christian von Koenigsegg, a intenção do fundador era produzir um supercarro de classe mundial. Muitos anos de desenvolvimento e testes levaram ao CC8S, o primeiro carro de produção de rua da empresa, entregue em 2002.

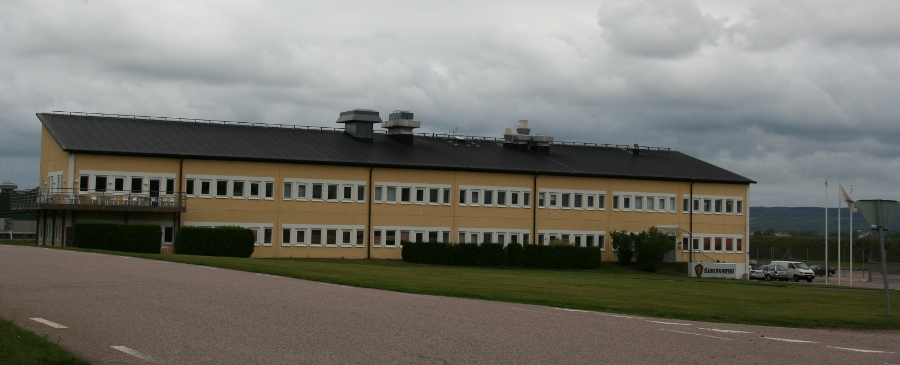
Fábrica da Koenigsegg em Ängelholm, Suécia

Em 2006, a Koenigsegg começou a produção do CCX, que utiliza um motor criado especialmente para este veículo. O CCXR é legalizado para andar na rua na maioria dos países.
Em março de 2009, o CCXR foi escolhido pela Forbes como um dos dez mais belos carros da história.
Em dezembro de 2010 o Koenigsegg Agera ganhou o prestigioso BBC Top Gear Hypercar of the Year Award (Prêmio BBC Top Gear Supercarro do Ano).
Além de desenvolver, fabricar e vender a linha de supercarros, a Koenigsegg também está envolvida em programas de desenvolvimento de "tecnologia verde", incluindo o CCXR ("Flower Power") supercarro flex e continuando para o atual Agera R. A Koenigsegg também atua em programas de desenvolvimento quando se trata de plug-in de sistemas de carros elétricos e tecnologias da próxima geração de motores de combustão. A marca também está trabalhando em um motor de pistão sem câmara para o Regera.
A Koenigsegg detém patentes na área de desenvolvimento de motores, por exemplo, o conversor catalítico Rocket que reduziu a pressão e tamanho enquanto reduzia o tempo de light-off e um sistema de resposta supercharger, que eliminou a necessidade de utilizar válvulas de desvio, e, por sua vez, reduziu o consumo e melhorou o tempo de resposta do motor.
A Koenigsegg desenvolve e produz a maioria dos principais sistemas, subsistemas e componentes necessários para seus carros internamente, em vez de depender de subcontratados. No final de 2015, a Koenigsegg tinha 97 funcionários, com um departamento de engenharia de 25 engenheiros, liderados pelo fundador.
Koenigsegg Automotive AB é uma empresa pública sueca não listada e livre. A Companhia tem cerca de 90 acionistas. Como a empresa é de livre comércio a quantidade de acionistas pode variar. Christian von Koenigsegg é o CEO e acionista maioritário.

## História

### Os Protótipos e A Produção

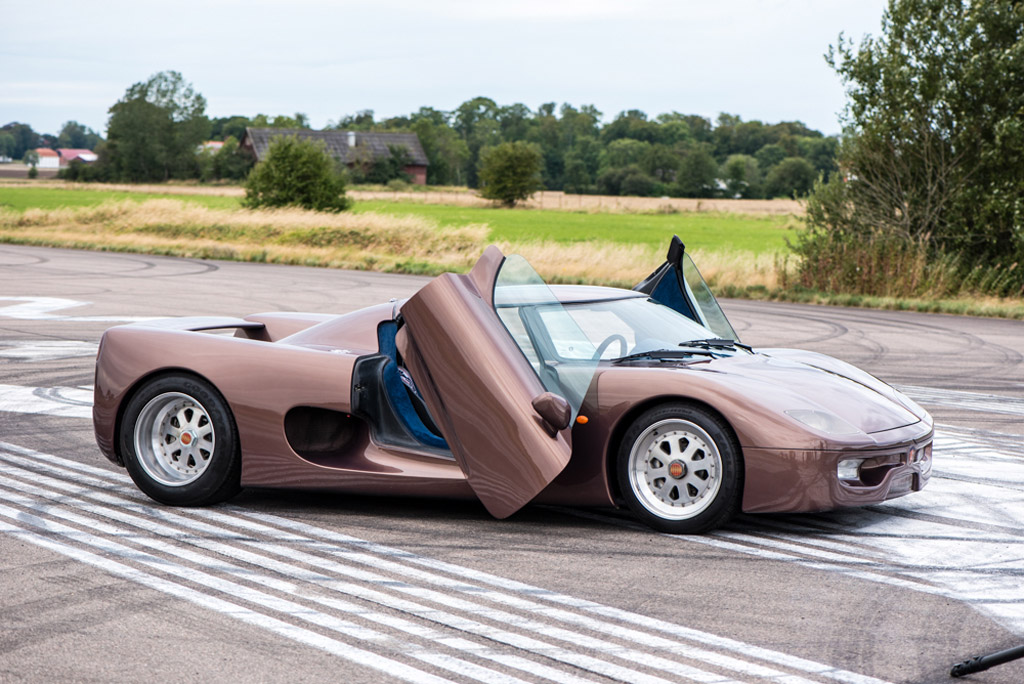
Protótipo do Koenigsegg CC (1996).

O projeto inicial do Koenigsegg CC foi desenhado por Christian von Koenigsegg. Ele então levou seus esboços para o designer industrial David Crafoord para fazer dos seus esboços em um modelo em escala 1:5. David então colocou seu toque pessoal ao resumo do projeto e terminou o modelo. Este modelo foi posteriormente ampliado por Sven-Harry Åkesson a fim de criar a ficha de base para o protótipo do primeiro Koenigsegg.
Após quase dois anos em construção, o veículo conceito Koenigsegg CC (Competition Coupé) foi finalmente lançado em público pela primeira vez por Rickard Rydell em um evento na pista de corrida de Anderstorp em 1996. Outros pilotos de carros de corrida de renome como Picko Troberg e Calle Rosenblad também testaram o protótipo e ficaram todos impressionados com o excelente desempenho, comprovando a qualidade do conceito e permitindo que o próximo passo fosse dado: apresentar o carro para potenciais compradores.
Tal protótipo inicial também foi exibido no Festival de Cinema de Cannes em 1997 e seu sucesso foi imediato. Com os resultados satisfatórios combinados com a grande cobertura da mídia em Cannes, a empresa decidiu avançar e se engajar na criação de um produto acabado.
Em setembro de 2000 que o primeiro protótipo de produção fez sua estreia pública no Paris Motor Show. Este modelo foi utilizado para diversos testes pela marca, inclusive em testes de colisão, permitindo que a empresa homologa-se o veículo para venda. Essa versão inicial tinha um motor de 655 hp que mais tarde apareceria nos seus primeiros carros vendidos.

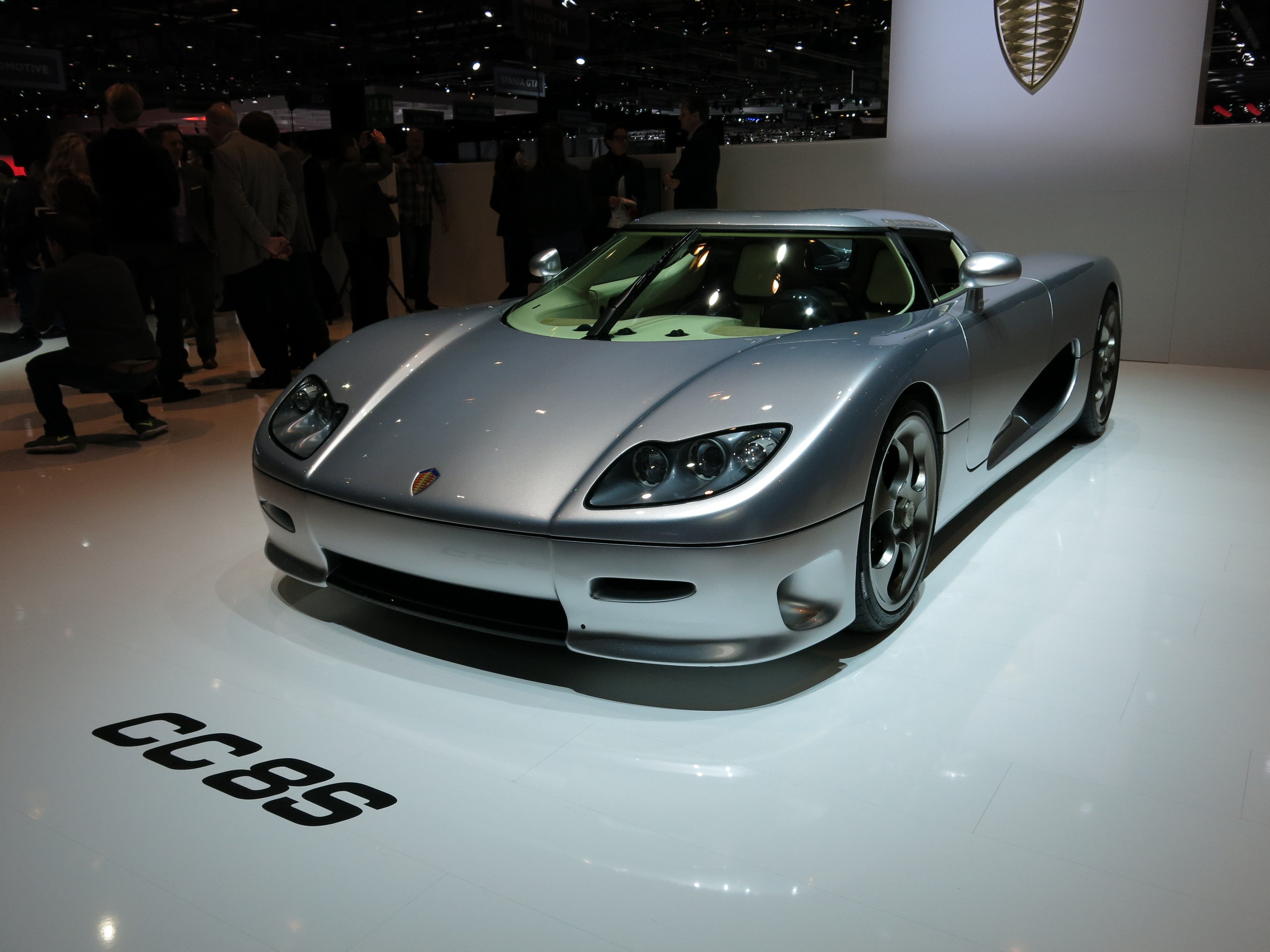
Koenigsegg CC8S (2002-2003) no Salão Internacional do Automóvel de Genebra de 2015.

Sendo assim, somente após muitos anos de desenvolvimento e protótipos que a produção do primeiro carro de rua legalizado da marca aconteceu em 2002. Construído em 2002 e entregue no Salão de Genebra em março de 2003, o seu estilo minimalista e limpo o diferenciava dos seus concorrentes e, desde então, é a base para todos os futuros carros da Koenigsegg em termos de estética, filosofia e funcionalidade. Seis exemplares do CC8S foram produzidos no total, tornando-se um dos modelos mais raros da Koenigsegg de todos os tempos. Dois desses seis carros estavam no volante à direita.

### História da Fábrica
Von Koenigsegg teve a ideia de construir seu próprio carro depois de ver o filme norueguês animado Pinchcliffe Grand Prix em stop-motion, em sua juventude. No entanto, ele deu seus primeiros passos no mundo dos negócios com aproximadamente 20 anos na gestão de uma empresa comercial chamada Alpraaz em Estocolmo, na Suécia. A Alpraaz exportava alimentos da Europa para o mundo em desenvolvimento. O sucesso desse empreendimento deu a von Koenigsegg o pé financeiro necessários para iniciar sua carreira escolhida como um fabricante de automóveis.
Inicialmente, o Koenigsegg Automotive foi baseado em Olofström. Em 1997, a empresa precisava de instalações maiores e mudou-se para Margretetorp, ao lado de Ängelholm. No entanto, em 22 de fevereiro de 2003, uma das instalações de produção pegou fogo e ficou seriamente danificada. A partir de 2003 a Koenigsegg foi para dois grandes hangares de jatos de combate e um edifício de escritórios em uma fábrica de automóveis. Desde que a fábrica está localizada no ainda ativo aeroporto de Ängelholm, os clientes podem chegar de avião privado junto à fábrica. Além disso, a Koenigsegg controla e usa a pista dos ex-militares para testar o funcionamento dos carros de produção e testes de alta velocidade.
O emblema da Koenigsegg foi projetado em 1994 por Jacob Låftman, com base no escudo da família Koenigsegg. O escudo tem sido o brasão da família desde o século XII, quando um membro da família foi condecorado pelo Sacro Império Romano-Germânico.
A instalação de 4000 m² já abrigou o Esquadrão de Caças nº 1 da Força Aérea Sueca antes que o esquadrão fosse retirado do serviço. A insígnia do esquadrão, um fantasma voador, agora adorna o compartimento do motor de todos os Koenigsegg construídos como uma homenagem ao Esquadrão.

### Tentativa de compra da Saab
Em 11 de junho de 2009, a mídia informou que o grupo Koenigsegg, formado por Koenigsegg Automotive AB, Christian von Koenigsegg, Bård Eker, e um grupo de investidores havia assinado uma carta de intenções com a Saab para assumir a marca da General Motors. A General Motors confirmou em 16 de junho que tinham escolhido Koenigsegg Group como o comprador da Saab Automobile. O acordo, previsto para fechar 30 de setembro de 2009, incluía US$ 600 milhões em financiamento do Banco Europeu de Investimento, garantido pelo governo sueco. Em comparação, em 2008 a Koenigsegg com sua equipe de 45 membros produziu 18 carros a um preço médio de US$ 1 milhão cada. A Saab tinha empregado 3 400 trabalhadores e feito mais de 93 mil veículos.
A General Motors anunciou em 18 de agosto que o acordo tinha sido assinado, embora certos detalhes do financiamentos permaneceram para ser concluído. Em 9 de setembro de 2009, a Koenigsegg anunciou que a BAIC iria participar como acionistas minoritários da Koenigsegg.
Em novembro de 2009, a Koenigsegg decidiu não finalizar a compra da Saab e, portanto, deixou as negociações. A razão para a retirada foi que iriam assumir o controle planejado no início do Outono, e, no final de novembro, ficou claro que o negócio ainda tinha algum tempo extra antes que pudesse ser concluído. A incerteza de tempo de finalização para assumir foi a razão da Koenigsegg deixar o acordo.

## Modelos

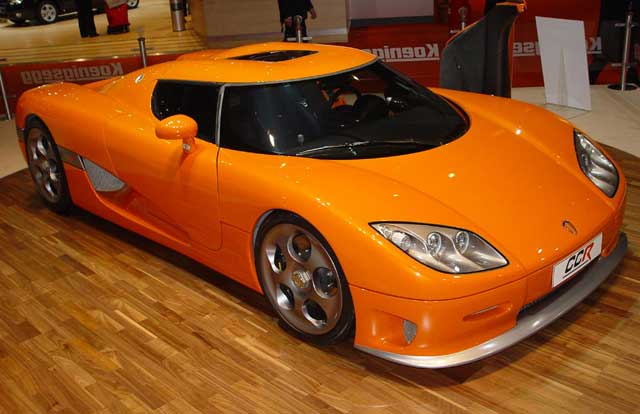
Koenigsegg CCR (2004).

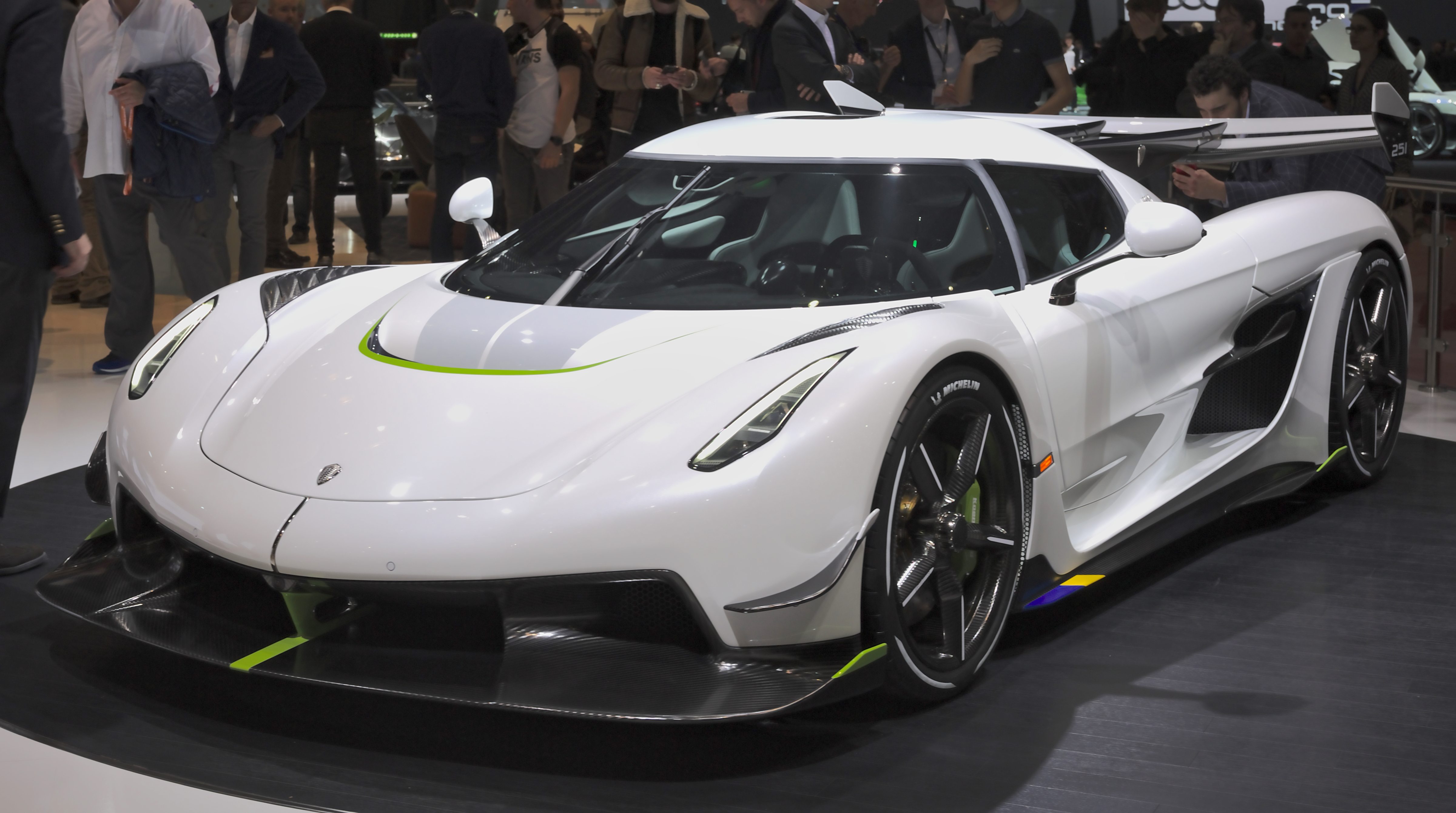
Koenigsegg Jesko no Salão Internacional do Automóvel de Genebra de 2019.

O Koenigsegg CC protótipo foi divulgado em 1996, enquanto o protótipo de produção totalmente feito de fibra de carbono foi finalmente revelado no Paris Motor Show 2000. O primeiro cliente foi a entrega de um CC8S vermelho em 2002 no Salão Internacional do Automóvel de Genebra e mais quatro carros foram construídos nesse ano. A Koenigsegg se firmou na Ásia no final daquele ano com uma estreia no Auto Show de Seul. Em 2004, o CCR novo foi revelado no Salão Internacional do Automóvel de Genebra.

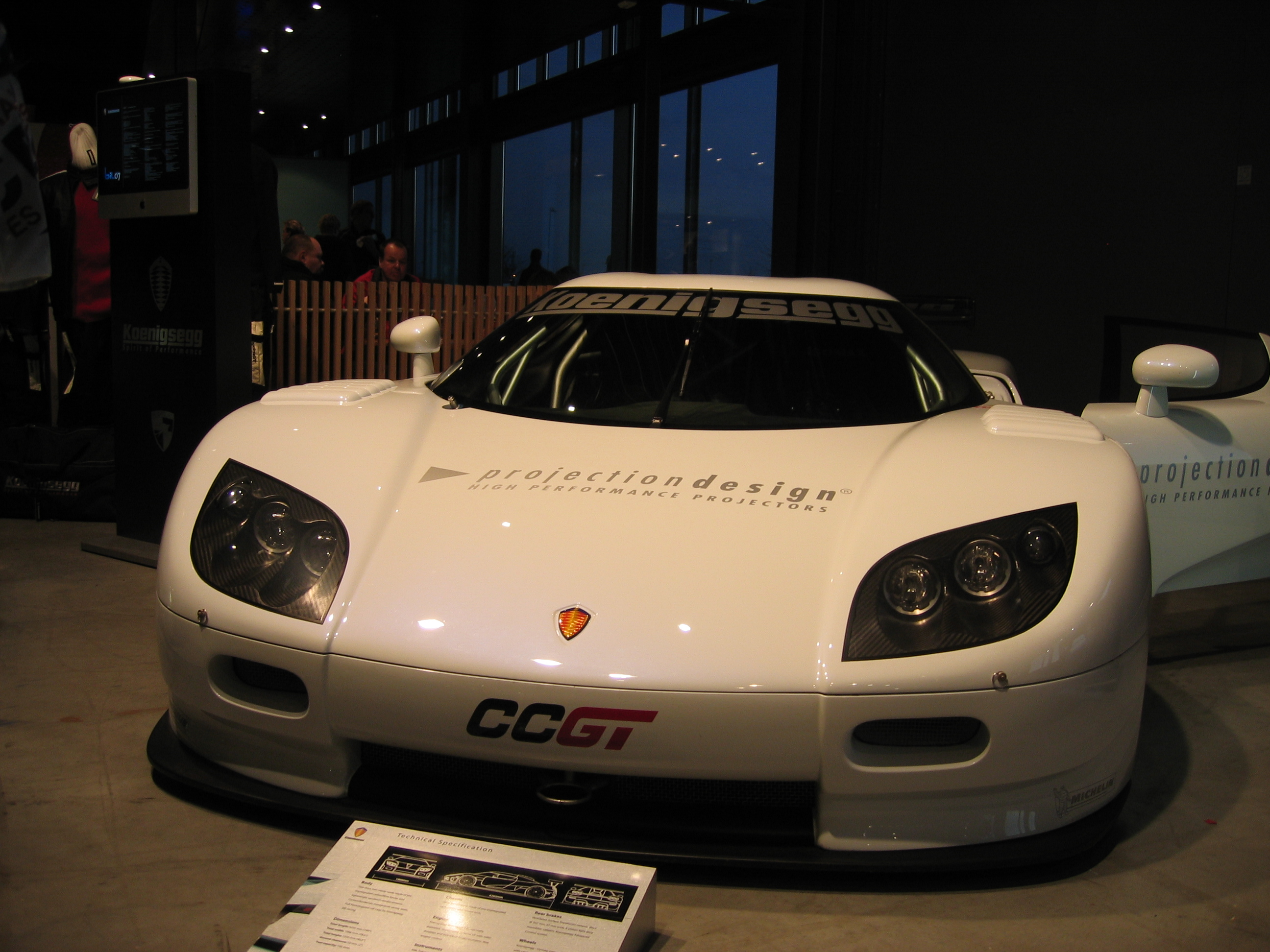
Koenigsegg CCGT (2007).

Em 2006 introduziu o Koenigsegg CCX, um novo modelo, que foi criado a fim de atender às normas mundiais para o uso da estrada. Isso significava que os carros tinham que passar por um amplo desenvolvimento, a fim de alcançar os padrões mais recentes e rigorosos das normas de emissão e segurança que as autoridades do mundo exigem. A Koenigsegg tinha, por exemplo, desenvolver os seus próprios motores e outras tecnologias relacionadas. Além disso, a Koenigsegg é o único superesportivo e fabricante de baixo volume que passa no novo teste europeu de impacto em pedestres. Logo após a Koenigsegg passar neste teste, a exigência do teste foi considerada muito complicada para os fabricantes de baixo volume enfrentarem, assim, agora não é mais necessário atender a essas normas se o volume de produção é menor do que 10 mil carros por ano para um determinado modelo. Por isso, o Koenigsegg CCX pode ser o único superesportivo com esse recurso de segurança.

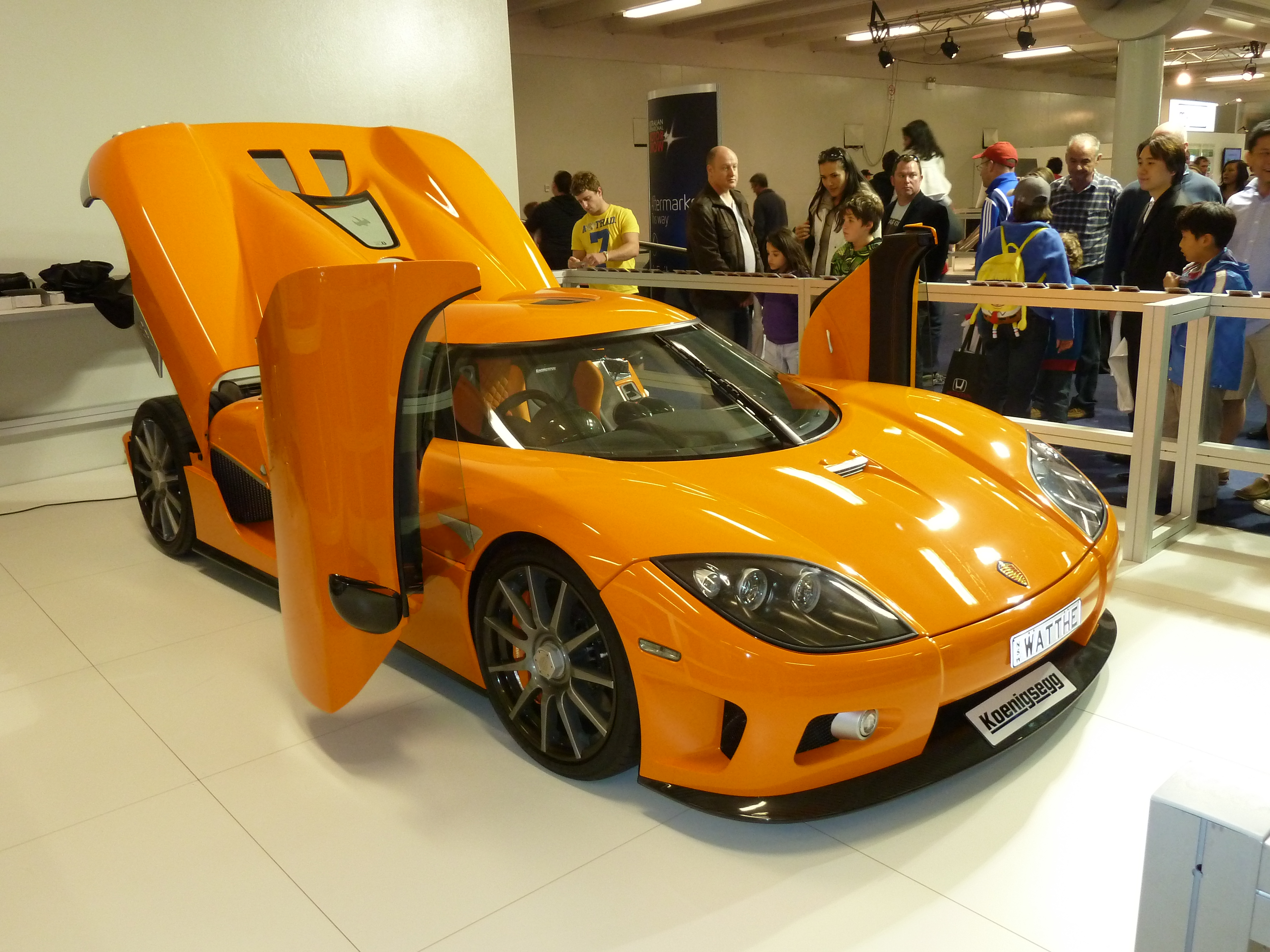
Koenigsegg CCX fotografado em 2010 no Australian International Motor Show, Darling Harbour, New South Wales, Austrália.

A Koenigsegg baseou inicialmente seu motor personalizado em um bloco de motor V8 da Ford Racing. Esses motores impulsionaram a corrida inicial dos primeiros CC. O bloco para o 4800cc V8 no CCX (Competition Coupe Ten, para comemorar dez anos da empresa) foi feito para a Koenigsegg por Grainger & Worrall do Reino Unido que também fez o bloco do motor de 5,0 litros do Agera R.

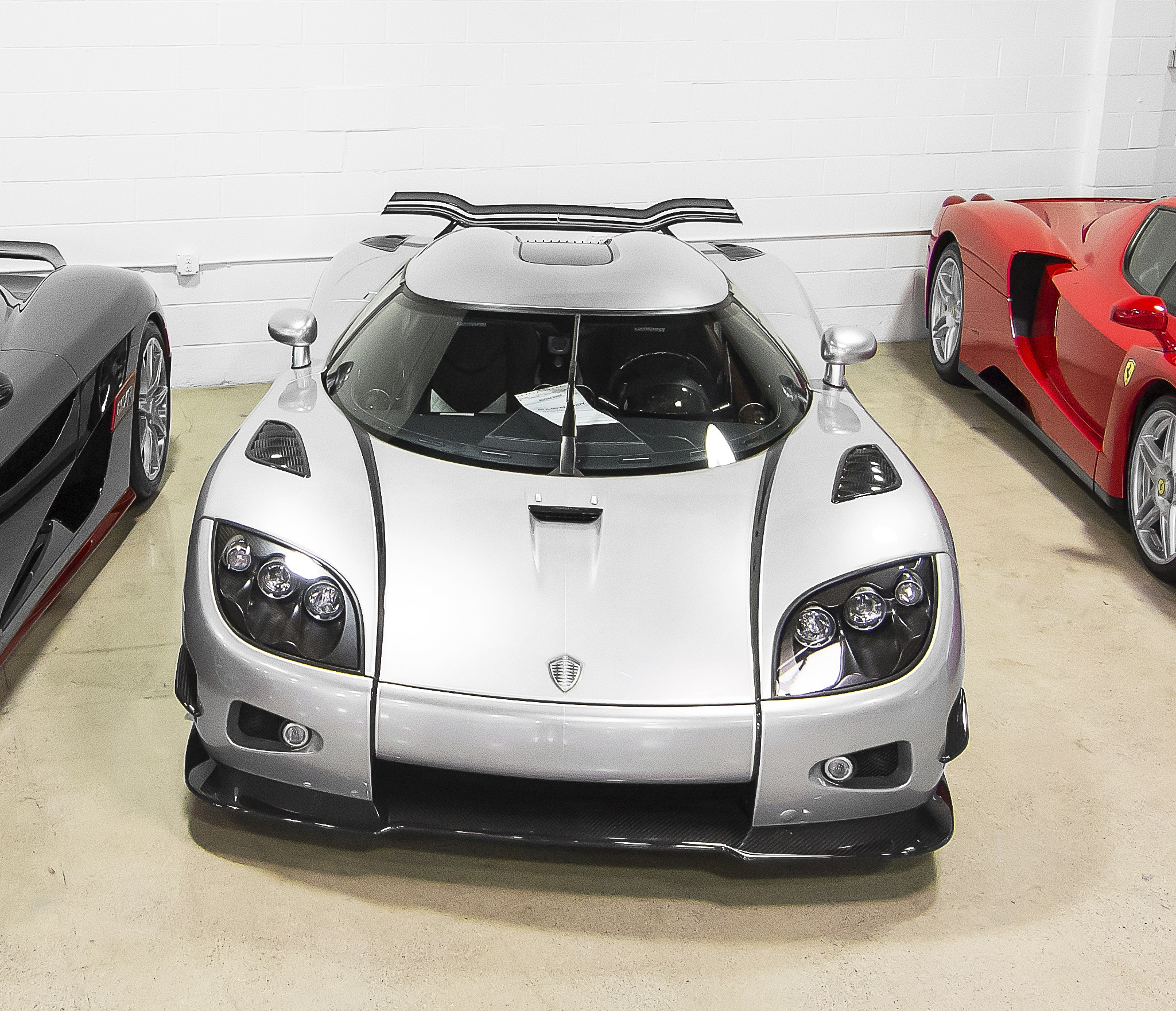
Koenigsegg CCXR Trevita

Em 2007 estreou o Koenigsegg CCXR, um biocombustível/versão flexfuel do CCX. O carro possui um motor modificado, o sistema de combustível e o sistema de gerenciamento do motor, que permite ao veículo rodar com gasolina comum ou etanol, e de qualquer mistura entre estes dois combustíveis. O etanol tem maior octanagem em comparação com o gás regular e tem um efeito de resfriamento interno na câmara de combustão. Isso permite que o poder do CCXR suba para 1.018 hp (759 kW), quando executado em uma mistura de 15% de gasolina regular e 85% de etanol, conhecido como E85.
Em 2009, a Koenigsegg concebeu um carro esportivo de quatro lugares e duas portas movido a "energia solar" chamado Quant para uma empresa suíça de energia solar chamada NLV Solar.

Também em 2009, a Koenigsegg lançou informações sobre um carro de edição muito especial chamado "Trevita" dos quais apenas três seriam feitos. O Trevita, que se traduz em "três brancos" em sueco, tem o corpo inteiramente feito de um material próprio da Koenigsegg composto de fibra de carbono revestido de diamantes. O Trevita baseia-se no CCXR, e, portanto, produz os 1 018 hp (759 kW) quando estiver rodando na relação E85.

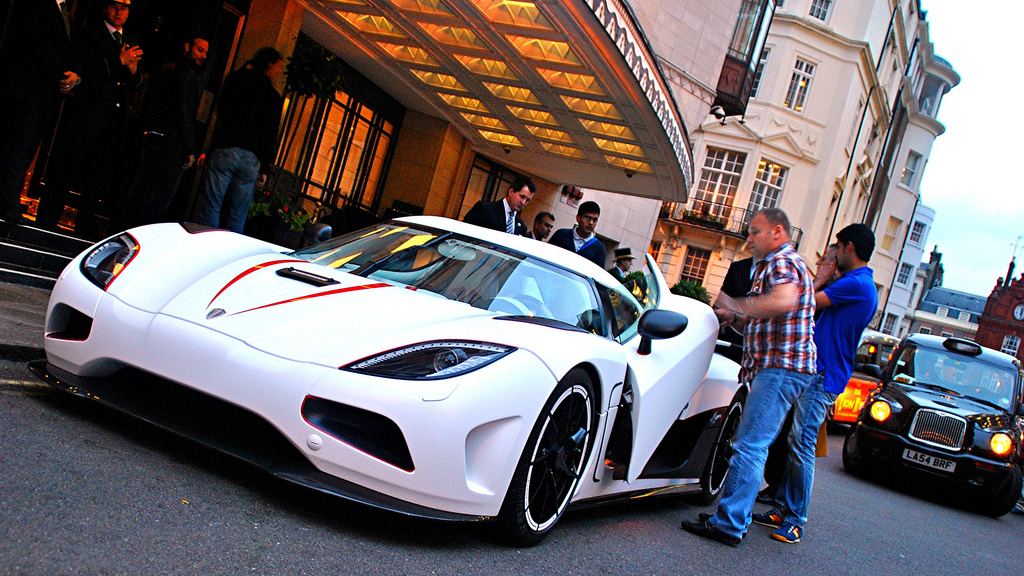
Koenigsegg Agera R em Londres na frente do The Dorchester Hotel (2011).

Em 2010, a Koenigsegg lançou as informações no Salão Internacional do Automóvel de Genebra de 2010 de um novo modelo chamado Agera. O Agera possui um motor desenvolvido pela Koenigsegg de 5.0 Litros de geometria variável, V8 bi-turbo capaz de render 910cv (679 kW), acoplado a uma caixa de 7 velocidades recém-desenvolvida. O projeto Agera segue uma linhagem resultada dos supercarros anteriores da Koenigsegg, mas acrescenta muitas novas funcionalidades especiais, tais como uma faixa mais ampla da frente, um novo estilo e recursos aerodinâmicos, novo interior, incluindo uma técnica nova iluminação que chamam de "Espírito de Luz", que consiste em microscópicos nanotubos de carbono para esconder a luz interior até que seja ativada, o que então brilha era o que parecia ser de alumínio sólido. O Agera entrou em produção no final de 2010.

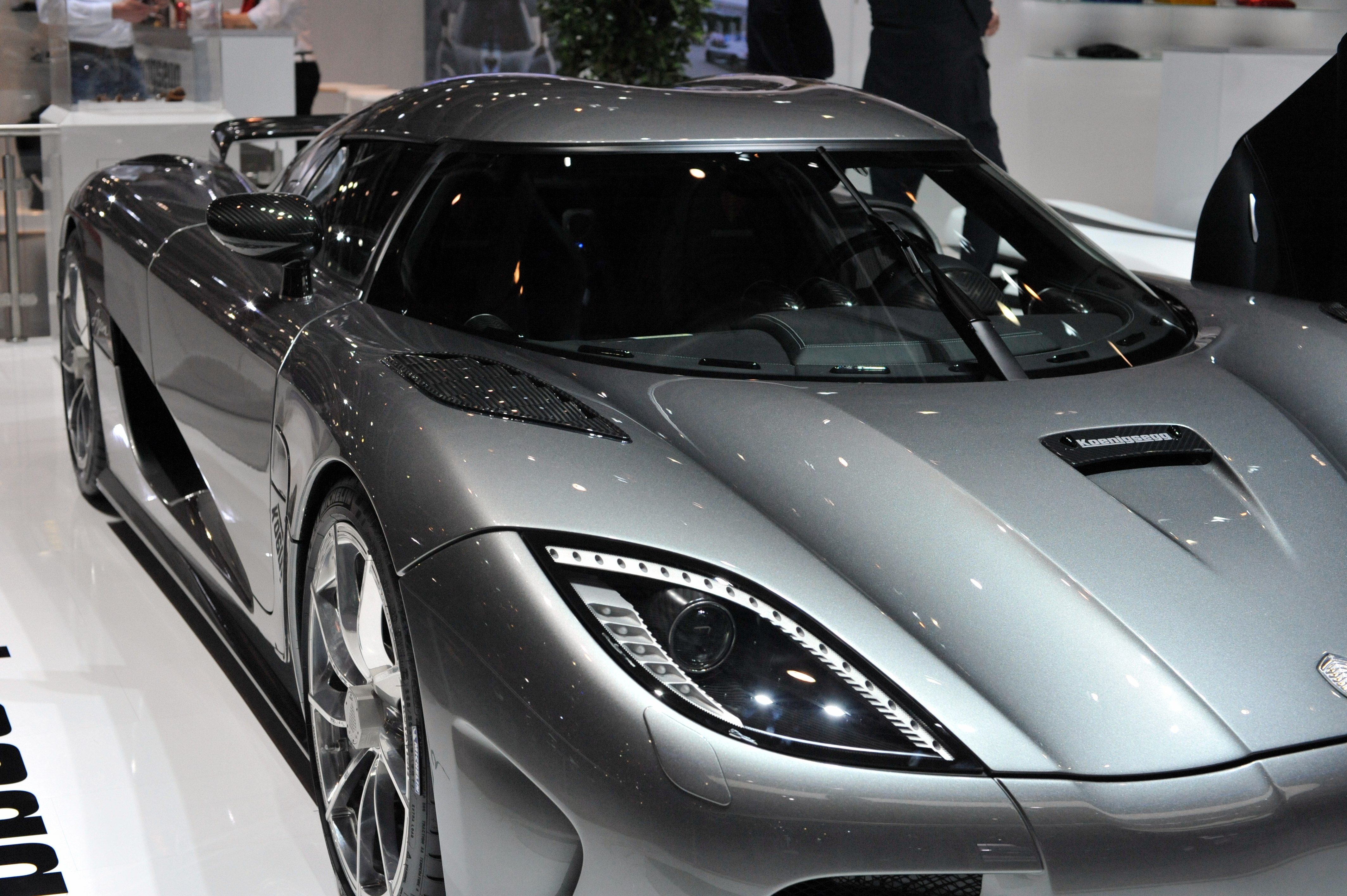
Koenigsegg Agera R no Salão Internacional do Automóvel de Genebra de 2011.

No Salão do Automóvel de Genebra de 2015, a Koenigsegg apresentou um carro novo chamado Regera, que se traduz em português como "reinado" ou "regra". O Regera usa a transmissão Koenigsegg Direct Drive (KDD). Abaixo de 48 km/h (30 mph), a força motriz é de dois motores elétricos nas rodas traseiras e o motor de combustão interna (Internal Combustion Engine - ICE) é desconectado. Acima de 48 km/h (30 mph), o ICE é conectado por uma transmissão de razão fixa sem caixa de câmbio, vetorização de torque pelos motores elétricos mencionados anteriormente e impulsionado por um terceiro motor elétrico anexado ao eixo motor.

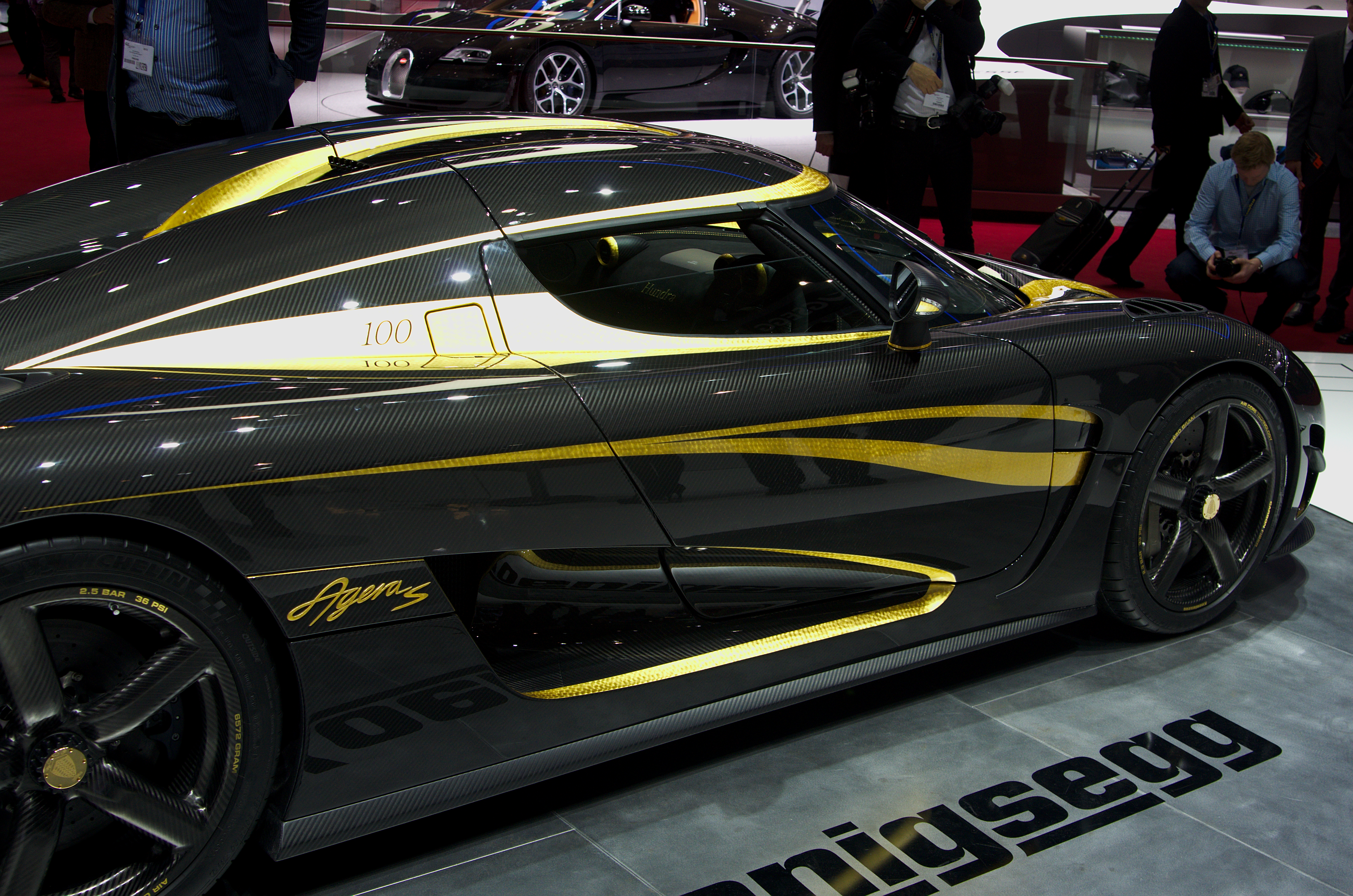
Koenigsegg Agera S Hundra no Salão Internacional do Automóvel de Genebra de 2013.

Até 2020 a Koenigsegg planeia lançar um novo modelo de quatro portas destinado a combater modelos como o Aston Martin Rapide e o Maserati Quattroporte. Este modelo foi confirmado por Christian von Koenigsegg no decorrer do Salão Internacional do Automóvel de Genebra de 2015. Nos próximos anos a marca sueca irá lançar no mercado um revolucionário motor sem árvore de cames que será partilhado com outros fabricantes de automóveis. O novo propulsor terá claras vantagens em termos de aumento de rendimento.

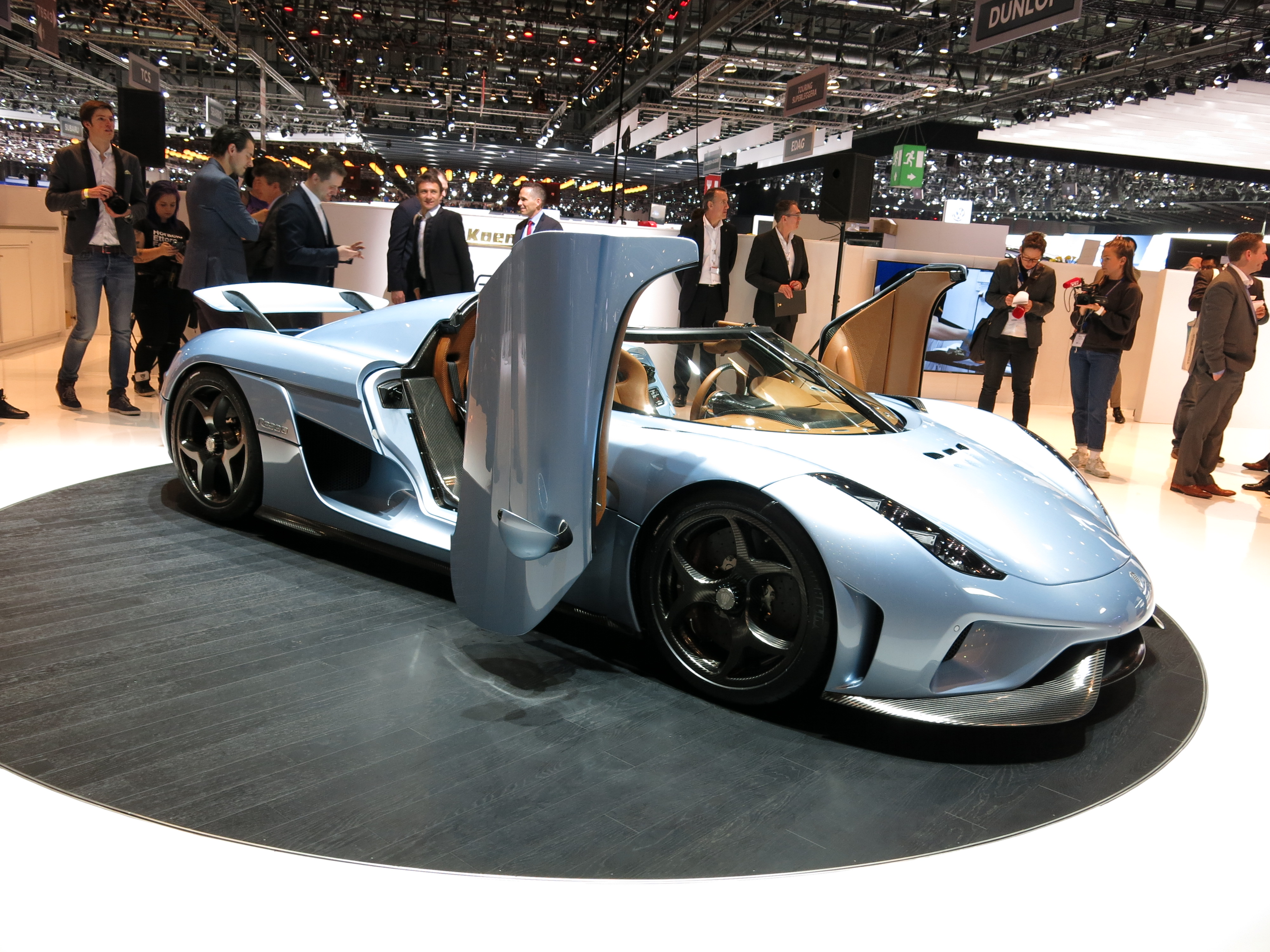
Koenigsegg Regera no Salão Internacional do Automóvel de Genebra de 2015 é o primeiro carro elétrico da marca.

### Lista de Modelos
- Koenigsegg CC (1996) 1 unidade (Protótipo Inicial)[21]
- Koenigsegg CC8S (2002-2003) 6 unidades (2 com direção na direita) - 0–100 km/h (0-62 mph) abaixo de 3,5s. Velocidade máxima 387 km/h (240 mph)[3][22]
- Koenigsegg CCR (2004-2006) 14 unidades - 0–100 km/h (0-62 mph) abaixo de 3,2s. Velocidade máxima 390 km/h (242 mph)[23]
- Koenigsegg CCX (2006-2010) 29 unidades - 0–100 km/h (0-62 mph) abaixo de 3,2s. Velocidade máxima 395 km/h (245 mph)[24][25]
  - Koenigsegg CCGT (2007) 1 unidade criada com o único propósito de competir na FIA GT1[26]
  - Koenigsegg CCXR (2007-2010) 8 unidades - 0–100 km/h (0-62 mph) abaixo de 3,1s. Velocidade máxima 400 km/h (250 mph)[27]
  - Koenigsegg CCXR Special Edition (2007) 2 unidades[28]
  - Koenigsegg CCX Edition (2008) 2 unidades[29]
  - Koenigsegg CCXR Edition (2008) 4 unidades[30]
  - Koenigsegg Trevita (2009-2010) 3 unidades - 0–100 km/h (0-62 mph) abaixo de 2,9s. Velocidade máxima 410 km/h (254 mph)[31]
  - Koenigsegg CCR Evolution (2011) 1 unidade modificada pela EDO Competition[32]
- Koenigsegg Quant (2009) 1 unidade (Carro Conceito Solar-Elétrico)[33]
- Koenigsegg Agera (2010-2013) 7 unidades - 0–100 km/h (0-62 mph) abaixo de 3,0s. Velocidade máxima 424 km/h (260 mph)[34]
  - Koenigsegg Agera R (2011-2014) 18 unidades - 0–100 km/h (0-62 mph) abaixo de 2,8s, 0–200 km/h (0-124 mph) 7,8s. Velocidade máxima 430 km/h (267 mph)[35]
  - Koenigsegg Agera R BLT (2012) 1 unidade[36][37]
  - Koenigsegg Agera X (2012) 88ª unidade fabricada[38]
  - Koenigsegg Agera S (2012-2014) 5 unidades - 0–100 km/h (0-62 mph) abaixo de 2,9s, 0–200 km/h (0-124 mph) 7,9s. Velocidade máxima 430 km/h (267 mph)[39]
  - Koenigsegg Agera S Hundra 100 (2013) 100ª unidade fabricada[40]
  - Koenigsegg One:1 (2014) 6 unidades + 1 protótipo - 0–400 km/h (0-248 mph) 20s. Velocidade máxima 440 km/h (274 mph)[41][42]
  - Koenigsegg Agera RS (2015-2018) 25 unidades (3 Agera RSR para o mercado japonês incluído) - Velocidade máxima 457,86 km/h (284.5 mph)[43]
  - Koenigsegg Agera Final (2016-2018) 3 unidades[44]
  - Koenigsegg Agera RSN (2018) 1 unidade[45] (pertencente a Neildmr)[46]
  - Koenigsegg Agera FE (Final Edition) Thor and Väder (2018) 2 unidades[47]
- Koenigsegg Regera (2015-presente) 80 unidades planejadas - 0–100 km/h (0-62 mph) abaixo de 2,8s. Velocidade máxima 410 km/h (255 mph)[48]
- Koenigsegg Jesko (2019-presente) 125 unidades planejadas - 1 600cv rodando com E85[49]
- Koenigsegg Gemera (2025)300 unidades planejadas - 1 724cv. 0—100 km/h (0-62 mph) 1,8s.Velocidade máxima 440 km/h (273 mph) com motor híbrido.
- Koenigsegg Jesko Absolut (2019-presente) 125 unidades planejadas 1 623cv. 0—100km/h (0-62) 2,6s.Velocidade máxima 533 km/h (329 mph) com motor a combustão.

## Soluções Proprietárias

### Rocket Catalytic Converter
O conversor catalítico Rocket é a primeira patente da Koenigsegg para a necessidade de um escape de fluxo livre com conversores catalíticos de limitação de potência incorporados. São utilizados 2 conversores catalíticos menores denominados pré catalisador (pré-cat) e catalisador principal (main-cat) permitindo o espace de fluxo livre e mais pressão no turbo. Ao ligar o carro os gases do escape vão pelo pré catalisador cortando o escape através de uma válvula de descarga em vez do turbocompressor permitindo que o turbo aqueça mais rapidamente e evita que ele resfrie o escapamento. Uma vez que a temperatura de operação é atingida a válvula abre e utiliza o catalisador principal.
Isso torna os motores da Koenigsegg os únicos turboalimentados de alta potência que tem menos pressão de retorno no coletor de escape do que a pressão no coletor de admissão, não necessitando assim reduzir a potência para prevenir detonações no coletor de escape.
O escape em si não produz potência, mas esse sistema patenteado permite aproveitar ao máximo o potencial do motor, gerando um extra de 300cv por não tem um catalisador bloqueando o escape o tempo todo, ao mesmo tempo que não implica significativos aumentos na emissões de poluentes.

### Dihedral Synchro-Helix Doors
O mecanismo de porta espiral helicoidal da Koenigsegg foi revolucionário e permanece como o único da indústria automotiva como solução para carros esportivos que buscam ter portas maiores para facilitar a entrada e saída do carro. A dobradiça permite um prático movimento para fora e para cima ao mesmo tempo que evita a maioria dos problemas com o espaço ocupado na lateral do carro ou com tetos de garagem.
Posteriormente complementada com o Autoskin a abertura e fechamento das portas foi automatizado e monitorado por sensores para evitar colisões.

### Triplex Suspension
Um dentre vários elementos diferenciados no sistema de suspensão dos carros da Koenigsegg é um terceiro amortecedor que interliga os 2 lados do carro, tanto no eixo traseiro quanto no eixo dianteiro. Sua função é basicamente ser um elemento anti-squat (rebaixamento da traseira ao acelerar), antidive (rebaixamento da dianteira ao brecar). O Triplex também elimina a necessidade de uma barra estabilizadora ao dirigir em linha reta em uma estrada irregular.
Tal geometria da suspensão evita movimentos laterais deixando o carro extremamente estável em altas velocidades e permitindo que vá de 0–300 km/h e volte a 0 km/h em linha reta praticamente sem encostar no volante, conforme vídeos divulgados pela marca.
Além disso, a suspensão ainda conta com outros elementos diferenciados como uma barra estabilizadora desenvolvida pela Koenigsegg em formato de Z, ao invés do formato em U tradicional, e utiliza materiais mais leves tornando a barra estabilizadora mais precisa e rápida pesando 1/5 de uma barra tradicional.
Adicionalmente, os amortecedores utilizados possuem controles eletrônicos (placa de circuito e processador) próprios que permitem a comunicação com o carro direta ou remotamente, permitindo analisar o desempenho do carro e reprogramar os amortecedores para torná-los melhor para a condição atual, o que pode ser feito pelo proprietário do carro ou online pela fábrica da Koenigsegg independente de onde o carro esteja localizado.

### Aircore™
Roda de fibra de carbono super leve em uma peça só criada usando um método proprietário desenvolvido pela Koenigsegg chamado Aircore™ Technology. Dessa forma, a única peça de metal na roda é a válvula do pneu. Com essa tecnologia foi possível reduzir em 40% o peso da roda em relação as tradicionais de alumínio forjado.

### Koenigsegg Direct Drive (KDD) (2015)

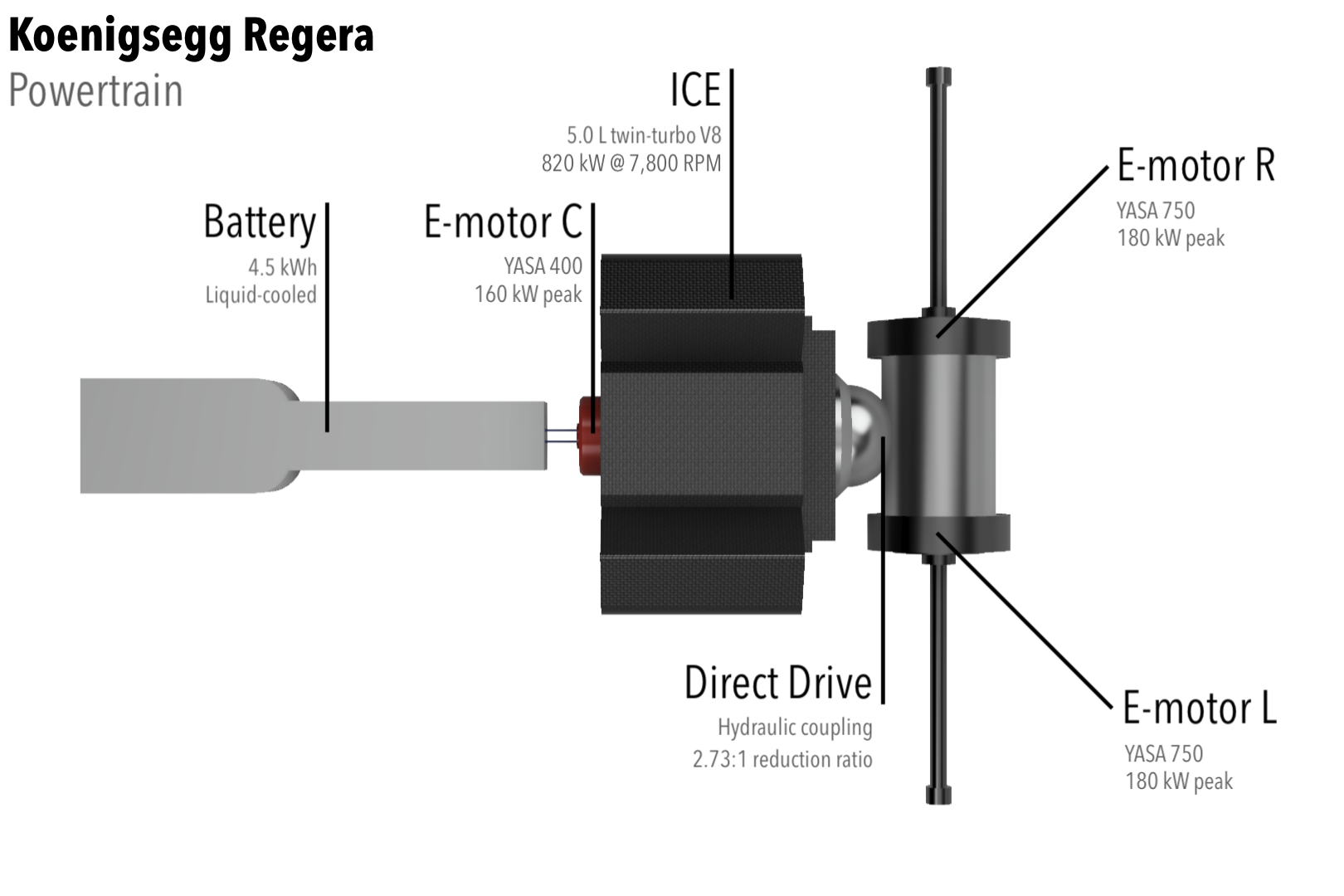
Koenigsegg Direct Drive (KDD) usado no Koenigsegg Regera

O primeiro sistema de transmissão desenvolvido pela Koenigsegg aciona o eixo traseiro do motor de combustão sem a necessidade de múltiplas marchas tradicional que possui grandes perdas de energia. Ao invés disso das engrenagens tradicional, o carro possui 3 motores elétricos: um ligado ao virabrequim do motor (215cv) e outros 2 conectados ao eixo traseiro (241cv cada). Dessa forma, a potência do motor vai diretamente para o diferencial onde estão fixados os 2 motores elétricos. Segundo a marca esse sistema reduz em 50% as perdas do sistema tradicional e entrega torque instantaneamente.

### Autoskin
Autoskin é o nome dado para o sistema robotizado de todas as aberturas do carro, as portas, o porta malas dianteiro e a porta traseira do motor, os quais são todos acionados por um botão não necessitando encostar no carro. Devido aos avanços na tecnologia hidráulica é possível incluir em todo o carro sem penalidades em peso, incrementando apenas 5 kg ao carro para obter mecanismos de fechamento suave e passando uma sensação sofisticada ao carro.
Além disso todas as aberturas possuem sensores de proximidade para proteger que batem em objetos próximos durante a abertura ou fechamento.

### Light Speed Transmission (LST) (2019)
LST é o nome dado para a segunda transmissão desenvolvida 100% pela Koenigsegg e é a primeira transmissão multi-embreagem desenvolvida representando uma escala de evolução não vista desde o desenvolvimento da moderna tecnologia de dupla embreagem. Tal transmissão possui 9 marchas para frente e é capaz de realizar mudanças de marcha para cima ou para baixo em velocidades super rápidas devido à abertura e ao fechamento simultâneo das embreagens do sistema.
Além disso, transmissões de dupla embreagem tradicional costumam pesar mais de 120 kg com relação a transmissões manuais, enquanto que a LST é uma solução que pesa 90 kg incluindo todos os fluidos necessários para operar, sendo 50% mais leve que a geração anterior utilizada nos carros da Koenigsegg. Soma-se a isso o tamanho reduzido que permite equilibrar melhor o peso mais próximo do centro do carro, melhorando na distribuição do peso.

## Recordes
Em 28 de fevereiro de 2005, às 12h08, hora local em Nardo, Itália, o CCR quebrou o recorde do Guinness como o carro de produção mais rápido do mundo, tendo atingido 241,63 mph (388,87 km/h) no anel Nardo (a pista circular de 7,8 milhas (12,6 km) de circunferência), quebrando o recorde anteriormente detido pela McLaren F1. O recorde foi mantido até setembro de 2005, quando o aguardado Bugatti Veyron quebrou o recorde novamente com 253,2 mph (407,5 km/h), comprovada pela revista Car and Driver e o programa de TV Top Gear da BBC. O recorde do Bugatti foi obtido na própria pista de teste da Volkswagen-Ehra-Lessien, que apresenta um reta de 5,6 milhas (9,0 km) que acompanha a curvatura da terra de tal forma que de uma ponta não se consegue ver a outra.
Durante a análise do CCX no programa de televisão da BBC Top Gear, eles informaram que o Koenigsegg CCR detém a multa de velocidade mais rápida nos Estados Unidos, que supostamente seria para 242 mph (389 km/h) numa área onde a máxima é 75 mph (121 km/h). Isto supostamente ocorreu em maio de 2003 no oeste do Texas, no Gumball 3000 Rally de San Francisco a Miami, uma evento anual que ocorre ao redor do mundo em estradas públicas com uma rota de 3000 milhas, onde donos de grandes esportivos (dentre eles muitos famosos) inscrevem seus carros para a competição (que tem mais fins recreativos do que competitivos).
O Koenigsegg CCXR detém o recorde de relação peso-potência para carros de produção, com uma relação de 2,9 libras/cv (1,32 kg/cv). De acordo com o próprio teste da Koenigsegg, o CCXR tem uma velocidade máxima medida a mais de 260 mph (420 km/h).
Em 2008, a revista alemã Sport Auto realizou um teste de 0 a 300 a 0 km/h para testar carros de produção e o CCX venceu o evento com um tempo total de 29,2s.
Em setembro de 2011 o Koenigsegg Agera R quebrou o Guinness de 0-300-0 km/h com um tempo de apenas 21,19 segundos.
Em Junho de 2015 o Koenigsegg One:1 quebrou novamente o recorde 0-300-0, tendo feito o mesmo em incríveis 17,95 segundos. Atualmente esse é o recorde de 0-300-0.
Em 1 de outubro de 2017, um Agera RS estabeleceu um recorde não oficial de 0-400-0 km/h (0-249-0 mph) com um tempo de 36,44 segundos. O recorde foi estabelecido no Vandel Airfield, na Dinamarca, e quebrou o recorde de 42 segundos. O Agera RS quebrou o recorde anterior estabelecido pelo Bugatti Chiron algumas semanas antes.
Em 4 de novembro de 2017, um Agera RS estabeleceu um novo recorde para o carro de produção mais rápido do mundo com uma velocidade média de 446,97 km/h (277.73 mph). A corrida recorde foi feita em uma seção fechada de 18 km (11 milhas) da Nevada State Route 160 em Pahrump, Nevada, Estados Unidos. No mesmo dia, eles também bateram seu próprio recorde de 0-400-0 km/h que marcaram algumas semanas antes (33,29 segundos, em comparação com o recorde antigo de 36,44 segundos).

## Prêmios
- Top Gear - Award 2010 - O Agera torna-se o BBC Top Gear Hypercar of the Year Award (BBC Top Gear Supercarro do Ano), batendo carros como o Bugatti Veyron Super Sport. É escrito como "Koenigsiginssegiesgsegg" na placa com o tempo da volta devido a confusão e da empresa estar em seu primeiros estágios, mas principalmente devido a equipe do Top Gear que brincam com o nome da marca.
- Red Dot - Award for excellent Design (Prêmio por Design Excelente)
- National Swedish Design Price (Design de Preços Nacionais da Suécia) - Utmärkt Svensk Form (Design sueco Excelente)
- Entrepreneur of the Year Nomination (Nomeação do Empresário do Ano) - Företagarna Sweden (Operadores da Suécia)
- Powercar - Super Exótico Importado do ano em 2007 e 2008 da Alemanha
- Nürburgring - Speed Record (Recorde de Velocidade)
- Top Gear - Speed Record (Recorde de Velocidade)
- Nardo - Speed Record (Recorde de Velocidade)
- Sport Auto - Slalom Record (Recorde de Zigue-Zague entre obstáculos)
- Sport Auto - Hockenheimring Speed Record (Recorde de Velocidade)
- Sport Auto - 0–200 km/h Speed Record (Recorde de Velocidade)
- Sport Auto - 0–300 km/h Speed Record (Recorde de Velocidade)
- Sport Auto - 0-300-0 km/h Speed Record (Recorde de Velocidade)